# Astragalus lachnolobus
Astragalus lachnolobus är en ärtväxtart som beskrevs av S.S. Kovalevskaja och Aleksei Ivanovich Vvedensky. Astragalus lachnolobus ingår i släktet vedlar, och familjen ärtväxter. Inga underarter finns listade i Catalogue of Life.